# Lethocerus maximus
Lethocerus maximus – gatunek pluskwiaka z podrzędu różnoskrzydłych i rodziny Belostomatidae, występującego w Ameryce Południowej (na wschód od Andów na obszarze od północnej Argentyny do Trynidadu, na wysokości nieprzekraczającej 1100 m n.p.m.), osiąga 9,6 cm (samce) lub 10,5 cm (samice), maksymalnie do 12 cm długości, barwa tułowia ciemna, z bladymi paskami na przedpleczu.